# Johannes Ziekursch
Johannes Ziekursch (* 17. Juli 1876 in Breslau, Provinz Schlesien; † 8. Mai 1945 in Sülzhayn) war ein deutscher Historiker, der sich vor allem mit regional- und sozialgeschichtlichen Studien zu Schlesien unter preußischer Herrschaft befasste. Als Linksliberaler untersuchte er die Ursachen des Zusammenbruchs des Deutschen Kaiserreichs. Dadurch war er in der Zeit der Weimarer Republik heftigen Angriffen ausgesetzt. 1924/25 war er Rektor der Schlesischen Friedrich-Wilhelms-Universität Breslau.

## Leben und Wirken
Johannes Ziekursch war der Sohn eines Kaufmanns und wuchs in Breslau auf. Ab 1896 studierte er an der Universität Bonn, danach in Breslau und, unterbrochen von Militärdienst als Einjährig-Freiwilliger, in München, wo er 1900 bei Karl Theodor von Heigel mit der Dissertation „Die Kaiserwahl Karls VI (1711)“ promoviert wurde. Nach Archivstudien in Rom, Dresden und Breslau habilitierte sich 1904 in Breslau mit der Schrift „Sachsen und Preußen um die Mitte des 18. Jahrhunderts“.
Als Privatdozent an der Universität Breslau widmete er sich vor allem der Geschichte Schlesiens im 18. Jahrhundert, worüber er mehrere Monographien veröffentlichte: 1907 über die preußische Verwaltung Schlesiens im 18. Jahrhundert, 1908 über die Städteverwaltung in Schlesien unter preußischer Herrschaft und 1915 über die Agrargeschichte Schlesiens im 18. Jahrhundert.
Ziekursch wurde 1912 außerordentlicher Professor und erhielt 1917 ein persönliches Ordinariat in Breslau, möglicherweise weil er bei der Besetzung eines vakanten Lehrstuhls aufgrund einer Denunziation übergangen worden war. Durch die deutsche Niederlage im Ersten Weltkrieg in seiner zuvor nationalpatriotischen Haltung erschüttert, trat er der linksliberalen DDP bei und wandte sich als Historiker dem Deutschen Reich zur Zeit Bismarcks zu.
1927 wurde Ziekursch ordentlicher Professor an der Universität zu Köln, entgegen dem Wunsch der dortigen Fakultät, aber gefördert durch den Oberbürgermeister Konrad Adenauer, der mit ihm einen Ausgleich zu seinem konservativen Professorenkollegen Martin Spahn schaffen wollte. Ziekursch lehrte noch bis 1943, veröffentlichte aber nur noch kleinere Arbeiten.
Ziekursch lehrte von 1933 bis 1943, was er auch schon vorher gelehrt hatte, unbeirrt durch die Machtübernahme. Ziekurschs bekanntester Schüler, der sich 1933 bei ihm habilitierte, war der zur Emigration in die USA gezwungene Sozialhistoriker Hans Rosenberg.
Johannes Ziekursch verstarb am 8. Mai 1945 an Herzschwäche und wurde auf der Kriegsgräberstätte in Sülzhayn – Friedhof am Mittelberg (Grab 531) beigesetzt. Er war damals schon längere Zeit krank und früh gealtert.

## Hundert Jahre schlesischer Agrargeschichte
Diese letzte Arbeit zur Geschichte Schlesiens, die auf intensiven Archivstudien vor allem in Breslau basierte, gilt als eines seiner Hauptwerke. Da er dabei auch das damals gängige positive Bild der preußischen Verwaltung in Frage stellte, sah er sich der Kritik von Historikerkollegen wie Otto Hintze ausgesetzt. Beispielsweise zeigte er, dass die innerpreußische Kolonisation und die Bauernbefreiung vor allem den adeligen Gutsbesitzern in Schlesien zugutekamen und zur Verelendung von Teilen des bäuerlichen Mittelstandes führten, was durch die beginnende Industrialisierung verschärft wurde. Er zeigte auch auf, dass die preußische Verwaltung im Prozess der Umverteilung bäuerlichen Besitzes auf wenige Großgrundbesitzer eng mit dem Adel zusammenarbeitete.
Karl-Georg Faber bezeichnete Ziekurschs Arbeiten über neuzeitliche schlesische Regionalgeschichte als wegweisend für die regionale sozialgeschichtliche Analyse in der Neuzeit (im Gegensatz zu derartigen Untersuchungen zum Mittelalter, die damals schon aufkamen).

## Politische Geschichte des Neuen Deutschen Kaiserreichs
1925 bis 1930 erschien sein dreibändiges Hauptwerk Politische Geschichte des Neuen Deutschen Kaiserreichs. Die darin formulierte Kritik an Bismarcks Reichsgründung fand bei seinen damaligen Historikerkollegen ein überwiegend negatives Echo. Das Buch hat seinen Schwerpunkt in der Innenpolitik und versucht, die Reichsgründung und die politische Geschichte Preußens in deren Vorfeld als Gegensatz der preußischen Junker-Klasse, der Militärs und des Beamtentums auf der einen Seite und dem liberalen Bürgertum auf der anderen Seite darzustellen sowie den Zuschnitt der Reichsverfassung auf Machterhaltung der konservativen preußischen Kräfte. Ziekursch sah die Reichsgründung Bismarcks als entgegen den sozialen und politischen Grundströmungen der deutschen Geschichte angelegt („dem Geist der Zeit entgegen“) und deshalb zum Untergang verdammt. Der dritte Band seiner Geschichte des Kaiserreichs durfte nach der Machtergreifung durch die Nationalsozialisten 1933 nicht mehr verbreitet werden.
In der Beurteilung von Peter Rassow im Nachruf auf Ziekursch (1950) wurde im ersten Band zum ersten Mal mit echter Bismarck-Kritik wissenschaftlich ernst gemacht und der dritte Band über Entstehung und Verlauf des Ersten Weltkriegs sei eine darstellerische Leistung, die noch heute nicht überholt ist.
Für Karl-Georg Faber gilt Ziekurschs Geschichte des Deutschen Kaiserreichs überwiegend als überholtes Zeitdokument linksliberaler Geschichtsschreibung, sei indessen besonders im ersten Band eine durch die Geschlossenheit und Kraft der Darstellung fesselnde deutsche Geschichte von 1859 bis 1871.
Peter Mast (Kulturstiftung der deutschen Vertriebenen) konstatiert, Ziekursch habe in seinem Werk zum Kaiserreich einen neuralgischen Punkt der überwiegend deutschnationalen Historikerzunft berührt: „Gerade vor dem Hintergrund der Katastrophe des Novembers 1918 wollte und konnte man am Werk Bismarcks nicht rühren lassen (ob nun die vorgebrachten Argumente schlagend waren oder nicht). Deshalb stießen Ziekurschs für ein breiteres Publikum bestimmte Bände sowohl seitens der Zunft als auch der öffentlichen Meinung auf starke Ablehnung.“

## Schriften
- Zur Geschichte des Feldzuges in der Champagne von 1792, in: Forschungen zur Brandenburgischen und Preußischen Geschichte, Bd. 47, 1935, S. 20–77.
- Politische Geschichte des Neuen Deutschen Kaiserreiches, Societäts Verlag, 3 Bde. (Bd. 1: Die Reichsgründung, Bd. 2: Das Zeitalter Bismarcks, Bd. 3: Das Zeitalter Wilhelms II.), Frankfurt a. M. 1925–1930.
- Falkenhayn und Ludendorff in den Jahren 1914–1916, in: Forschungen zur Brandenburgischen und Preußischen Geschichte, Bd. 34, 1922, S. 49–77.
- Ludendorffs Kriegserinnerungen, in: Historische Zeitschrift, Bd. 121, 1920, S. 441–465 (scharfe Kritik von Ludendorffs Erinnerungen).
- Was soll aus Belgien werden? (= Der Deutsche Krieg, Heft 91), DVA, Stuttgart 1917 (zuerst Die Zukunft Belgiens, Schlesische Druckereigenossenschaft, Breslau 1916).
- Die Hohenzollern und ihr Volk (Vortrag), in: Jahresbericht der Schlesischen Gesellschaft für Vaterländische Cultur, Jg. 1915.
- Hundert Jahre schlesischer Agrargeschichte. Vom Hubertusburger Frieden bis zum Abschluß der Bauernbefreiung. Hirt, Breslau 1915, 2. Auflage, Preuß und Jünger, Breslau 1927, Neudruck Scientia, Aalen 1978.
- Erinnerungsblätter zum hundertjährigen Jubiläum der Universität Breslau, Breslau 1911.
- Das Ergebnis der friderizianischen Städteverwaltung und der Städteordnung Steins. Am Beispiel der schlesischen Städte dargestellt. Breslau 1908.
- Beiträge zur Charakteristik der preußischen Verwaltungsbeamten in Schlesien bis zum Untergang des friderizianischen Staates, Wohlfahrt, Breslau 1907, Neudruck Scientia, Aalen 1981.
- Sachsen und Preußen um die Mitte des 18. Jahrhunderts. Ein Beitrag zur Geschichte des Österreichischen Erbfolgekrieges, Breslau 1904.
- Die Kaiserwahl Karls VI., Perthes, Gotha 1902 (Dissertation).